# 나라장터
나라장터(KONEPS, Korea ON-line E-Procurement System)는 「전자조달의 이용 및 촉진에 관한 법률」에 따라 조달청이 운영하는 전자조달시스템으로, 정식 명칭은 국가종합전자조달시스템이다.

## 배경
기존 서류중심, 수작업으로 처리해 온 조달업무는 전자화 필요성이 매우 큰 분야였으므로 전 부처 단일 시스템을 공동 활용한 통합 서비스를 제공하기 위해 전자정부 11대 사업의 하나로 추진되었다. 구축에는 총 261억원이 투입되었고, 2002년 10월부터 서비스를 시작했다.

## 주요기능
입찰공고, 업체등록, 입찰 및 낙찰자 선정, 계약체결, 대금지급 등 조달 전 과정을 나라장터에 접속해 온라인으로 안전하고 공정하게 처리할 수 있다. 모든 수요기관의 입찰정보가 공고되고, 업체는 나라장터 1회 등록으로 어느 기관 입찰에나 참가 가능하다. 행정안전부, 금융기관, 관련협회 등 77개 기관 시스템과 연계한 서비스를 제공하여, 입찰/계약시 반복 제출하던 사업자등록증, 시/국세 완납증명서, 보증서, 자격심사서류 등의 제출을 생략할 수 있다.

## 예외기관
방위사업청, 한국토지주택공사, 한국전력공사, 한국도로공사, 한국수자원공사, 한국가스공사, 한국철도공사, 국토해양부, 인천국제공항공사, 한국공항공사, 한국농어촌공사, 한국마사회, 한국철도시설공단, 한국환경공단 등은 자체 전자조달시스템을 보유하고 있다.

## 수상
- 2003년 UN 공공서비스혁신상
- 2004년 OECD 투명성개선 모범사례
- 2006년 WCIT 공공분야 우수상

## 해외구축 실적
- 베트남(2010년 6월, 178만 9천 달러)
- 코스타리카(2010년 8월, 831만 9천 달러)
- 몽골(2011년 8월, 416만 달러)
- 튀니지(2012년 착수, 570만 달러)[4]